# ワンダーマン
ワンダーマン (Wunderman) は全世界60カ国に展開する、広告代理店、マーケティングおよびコンサルティング会社のネットワーク。ニューヨークに本社を持ち、現在ではヤング・アンド・ルビカムとWPPグループ (NASDAQ: WPPGY)のメンバーである。
ワンダーマン (Wunderman) はダイレクトマーケティングの生みの親であるレスター・ワンダーマン (1920-) により 1958 年に設立された広告代理店であり、1990 年にヤング・アンド・ルビカムグループの一員となった。日本においては 1985 年に電通との合弁会社である電通ワンダーマン (当時 電通ワンダーマンダイレクト) が始まったが、2018年に電通ダイレクト（電通資本100％）となり、ワンダーマンとの関係は解消された。方や、2007 年 4 月には WPP 100% 出資でワンダーマン インターナショナル (WPP マーケティング・コミュニケーションズ株式会社) がグローバル ビジネスに対応する東京拠点として新たに設立された。

## 歴史
1958年、レスター・ワンダーマンは兄弟のアーヴァイン・ワンダーマン、そして当時の同僚であるエド・リコッタ、ハリー・クラインと共にワンダーマン・リコッタ&クラインを設立した。創設者のレスター・ワンダーマンは、1967年のマサチューセッツ工科大学におけるスピーチで初めてダイレクトマーケティングという概念を世に送り出したことで、現代のダイレクトマーケティングの発案者として世に知られている。
ワンダーマン・リコッタ&クラインは1973年にヤング・アンド・ルビカムによる買収を受け、1992年にはヤング・アンド・ルビカム傘下の子会社であるケイトー・ジョンソン・アソシエイツと合併し、ワンダーマン・ケイトー・ジョンソンと名称変更したこともある。
1980年代にはアメリカン・エキスプレスなどのクライアントとの業務を経て世界的な代理店に拡張したことを受け、ワンダーマン・ワールドワイドという名称を使用していた。
その後2000年にいったん名称をインピリックと変更したものの、これまでのブランド資産に立ち戻る目的で2001年6月1日には再びワンダーマンに名称を戻した。それ以来、インタラクティブ、戦略、データ分析の分野へと業務領域を拡張している。